# Unterwegs mit Odysseus
Unterwegs mit Odysseus ist eine deutsche Kinder- und Jugendfernsehserie von Anton Zink (Text) und Tony Munzlinger (Grafik und Regie) aus dem Jahr 1979. Die vom Südwestfunk produzierten 13 Folgen der Abenteuer-Dokumentation liefen ab dem 4. Januar 1979 donnerstags im Nachmittagsprogramm des Deutschen Fernsehens.

## Inhalt
Das Filmteam um Tony Munzlinger und seine Familie suchte während eines 4000 Seemeilen langen Segeltörns über das Mittelmeer die Stätten auf, an denen die Sagen um Odysseus – beginnend in Troja und endend auf Ithaka – vermutlich angesiedelt sind. Der filmischen Reisedokumentation werden die zu den einzelnen Orten gehörenden Geschichten aus der Odyssee in kurzen Zeichentrick-Sequenzen des Cartoonisten Munzlinger gegenübergestellt, die mit gereimten Texten des SWF-Redakteurs Anton Zink unterlegt sind.

## Folgen
1. Von Ithaka nach Troja
2. Im Land der Kikonen
3. Bei den Lotosfressern
4. In der Höhle des Polyphem
5. Ein Sack voller Winde
6. Der Hafen der Lästrygonen
7. Bei der Zauberin Kirke
8. Im Haus der Toten
9. Der Sang der Sirenen
10. Skylla und Charybdis
11. Die Rinder des Sonnengottes
12. Die Grotte der Kalypso
13. Freundliche Phäaken und unfreundliche Heimkehr

## Hintergrund
Der Sprecher ist Hans Clarin. Die Musik unter dem Vorspann ist 1st Movement: Villa Radieuse ab dem Intro-Riff, Komponist Francy Boland, gespielt von der Kenny Clarke/Francy Boland Big Band vom Album Fellini 712. Die Abspannmusik ist der Bossa-Nova-Titel Wave, eine Komposition von Antônio Carlos Jobim. 
Am 28. Februar 2014 erschien eine im Studio Hamburg Enterprises GmbH produzierte DVD-Veröffentlichung der kompletten Serie.